# Centerfold (foto)
Een centerfold is de naam voor de middelste twee bladzijden van een tijdschrift, als die bladzijden samen één afbeelding weergeven. Die afbeelding kan bijvoorbeeld een kalender, een afbeelding, een schema of een tijdbalk zijn, maar meestal is het een foto, vaak van prikkelende of erotische aard. Soms is de centerfold uitvouwbaar, zodat een groter formaat dan de spread mogelijk wordt.

## Technische voordelen
Twee naast elkaar liggende tijdschriftbladzijden worden een spread genoemd. De lezer slaat het blad open en ziet in één oogopslag een geheel van twee pagina's. Van dit effect wordt in het moderne tijdschriftontwerp zeer veelvuldig gebruikgemaakt: de productieplanning van spreads is ten minste even belangrijk als die van enkele bladzijden. Vooral wanneer een aflopende zetspiegel wordt gebruikt (waarbij er geen marges zijn, maar tekst en vooral beeldmateriaal tot aan de rand van het blad lopen), kan aldus uit twee bladzijden één geheel worden gecreëerd.
Soms leidt dit echter tot problemen, zowel voor de producent als voor de consument.
- De producent ziet zich voor overloopproblemen geplaatst. De aansluitende fotohelften op beide pagina's moeten op precies dezelfde hoogte gezet zijn, anders verspringen zij ten opzichte van elkaar. Ook de rugvouw van het tijdschrift dient zodanig te zijn dat niet kleine reepjes van het beeld "weggevouwen" worden en in feite op een pagina elders in het tijdschrift zijn terug te vinden; of omgekeerd, dat niet smalle stroken wit ontstaan tussen beide delen van het beeld.
- De consument die de afbeelding wil bewaren, moet die van twee bladzijden lossnijden, en verkrijgt niet één afbeelding, maar twee bijbehorende delen.

Het middenblad van een tijdschrift leent zich goed voor een afbeelding, omdat de afbeelding dan niet in twee bladzijden gesplitst wordt. Zo'n afbeelding wordt wel centerfold genoemd: zij staat in het midden (center) en is uiteraard gevouwen (fold). Dit middenblad is er gemakkelijk uit te halen om het te bewaren of te gebruiken als pin-up-poster. De term is nog toepasselijker als het formaat van de afbeelding groter is dan een spread: naar binnen gevouwen delen zijn dan uitvouwbaar, en uiteraard neemt daarmee de afmeting toe.
De centerfold brengt ook technische valkuilen met zich mee, waarop de productieafdeling van een publicatie bedacht moet zijn. Zo kan een onbedoeld effect ontstaan als in een blootfoto het rugnietje door de navel of door een andere minder gewenste plek wordt geslagen.

## Foto's
Vanaf de jaren zestig van de 20e eeuw hadden veel muziektijdschriften regelmatig een centerfoldafbeelding van een zanger(es) of muziekband. Het rijk geïllustreerde tijdschrift Vogels maakt standaard gebruik van het procedé.
In het huidige spraakgebruik wordt een centerfold meestal geassocieerd met vrouwelijk bloot, en in mindere mate met mannelijk naakt. Het gebruik van vrouwelijk bloot als centerfold werd door Hugh Hefner met Playboy Magazine geïntroduceerd: Marilyn Monroe figureerde als centerfoldmodel in het eerste nummer van Playboy in december 1953 en werd er beroemd mee. Marilyn Monroe werd "Sweetheart of the Month" genoemd; daarna kreeg het centerfoldmodel de benaming Playmate (of the month).
Het centerfoldmodel toont een evolutie in het schoonheidsideaal. Huidige modellen zijn veel slanker dan modellen in de jaren vijftig van de twintigste eeuw, zoals Marilyn Monroe.
Erika Eleniak was centerfold in de juli-editie van Playboy in 1989. In de film Under Siege van Steven Seagal speelde ze een van de hoofdrollen als Miss July.
- "Centerfold" was een hit van The J. Geils Band in 1981/1982. De song gaat over een man die geschokt is als hij ontdekt dat zijn highschoolvriendin als centerfoldmodel figureert in een mannenblad.

## Afgeleide betekenissen

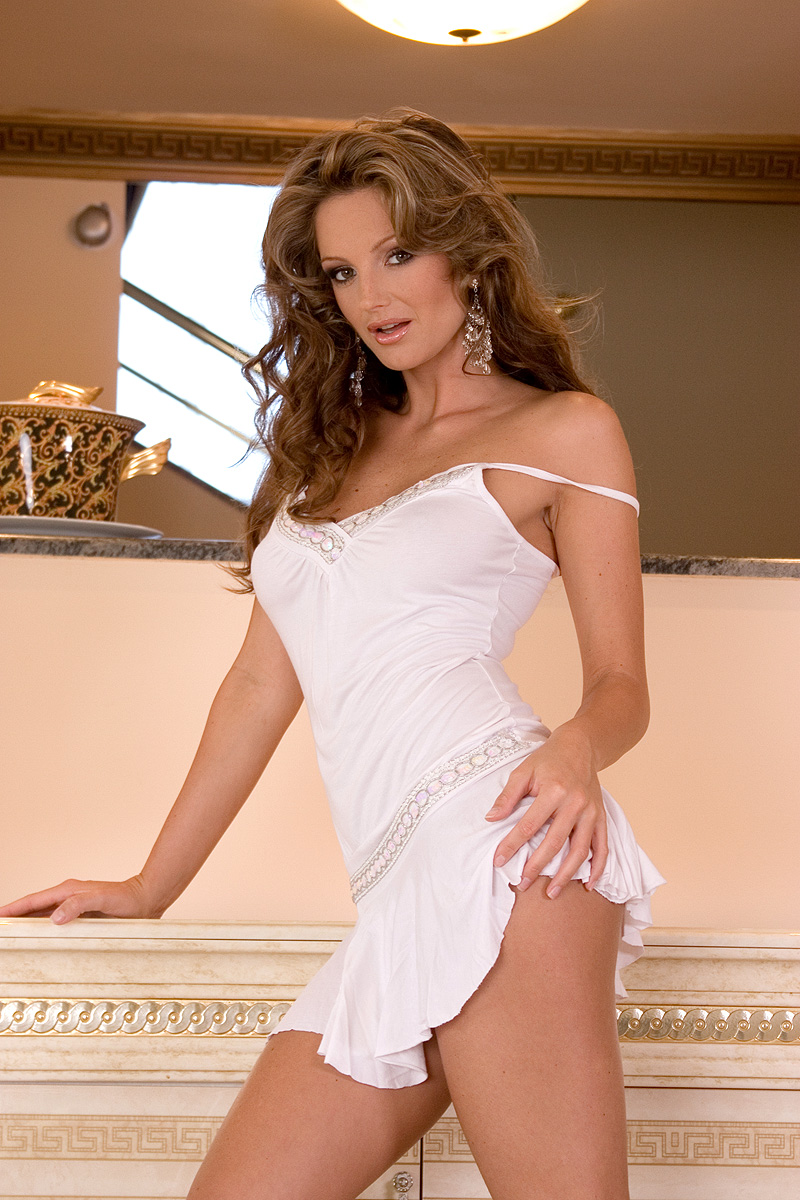
Sandra Shine, Penthouse-centerfold in 2001

Het woord centerfold heeft een aantal afgeleide, metonymische betekenissen:
- Zo'n vouwblad met een naaktfoto, erotische foto of pornografische foto van een vrouw of man. Centerfold picture werd afgekort tot centerfold.
- De getoonde persoon is een centerfoldmodel, en dit woord wordt eveneens afgekort tot centerfold.

## Andere formaten; uitklapbladen
De centerfold leent zich dus uitstekend tot formaatvergroting, doordat een groter vel papier wordt gebruikt en uitklapbaar wordt ingevouwen. Dit procedé van uitklapbare bladen is overigens niet beperkt tot de middelste spread van een tijdschrift. Zo maakt National Geographic Magazine er veelvuldig gebruik van, en op verschillende plaatsen in het tijdschrift. Bij deze bindwijze is van een "center" (dus een midden-spread) ook geen sprake: het blad is niet geniet maar heeft een verlijmde rug.
In boekwerken komt het uitklapbare blad eveneens voor. Met name encyclopedieën maken gebruik van de mogelijkheid. Een variant is nog het uitklapbaar blad dat alleen bedrukt is op het gedeelde dat na uitvouwen buiten het eigenlijke boekwerk uitsteekt; de bedrukte tekst (landkaart, chronologie) is daardoor steeds zichtbaar en kan bij het lezen als referentie of ter oriëntatie worden gebruikt.